# Katie Eder
Katie Eder (1999/2000) es una activista y emprendedora social estadounidense que fundó y ha liderado las empresas de impacto social 50 Miles More, Kids Tales y The Future Coalition, esta última donde es la directora ejecutiva.
En diciembre de 2019, Eder fue nombrada una de los 30 under 30 de Forbes en Ley y Política.

## Educación y primeros años
Eder nació y se crio en Milwaukee, Wisconsin. Se graduó de Shorewood High School en 2018 y asiste a la Universidad Stanford desde el otoño de 2020. Es la menor de cinco hermanos.

## Activismo

### Kids Tales
Cuando Katie tenía 13 años, fundó una organización sin fines de lucro, Kids Tales, para llevar talleres de escritura creativa, impartidos por adolescentes, a niños que no tienen acceso a experiencias de escritura fuera de la escuela. Durante un taller de Kids Tales, los niños escriben un cuento que se publica en una antología, un libro real. Mil quinientos niños de nueve países han participado en los talleres de Kids Tales. Kids Tales ha contratado a más de 400 profesores adolescentes y ha publicado 90 antologías.

### 50 Miles More
Después de que los eventos de March For Our Lives de 2018 terminaron el 24 de marzo, Katie y otros estudiantes de su escuela secundaria organizaron una marcha de 50 millas desde Madison, WI, a Janesville, WI, la ciudad natal del expresidente de la Cámara de Representantes de Estados Unidos Paul Ryan, para llamarlo por su papel en el bloqueo y enterramiento de la legislación sobre armas. Esta marcha 50 Miles More llevó a Katie y su equipo a lanzar una campaña a nivel nacional llamada # 50more en los 50 estados para desafiar a los otros 49 estados a realizar  marchas 50 Miles More a la ciudad natal u oficina de uno de sus funcionarios electos respaldados por la National Rifle Association of America para exigir que tomen acciones para poner fin a la violencia armada. 50 Miles More hizo una caminata de 50 millas en Massachusetts en agosto de 2018. 50 Miles More también innovó creando una iniciativa nacional de participación de los votantes dirigida por jóvenes, centrada en estos manifestantes recién comprometidos para llevarlos a las urnas para votar en las elecciones intermedias de 2018.

### Future Coalition
Katie dirigió 50 Miles More para forjar alianzas con otras organizaciones lideradas por jóvenes en todo el país para formar Future Coalition, una red nacional y una comunidad para jóvenes y organizaciones lideradas por jóvenes con el objetivo de hacer que el futuro sea mejor, más seguro y un lugar más justo para todos. Future Coalition conecta a organizaciones lideradas por jóvenes y líderes juveniles en los Estados Unidos para compartir recursos e ideas. The Future Coalition se lanzó en septiembre de 2018 con la campaña electoral Walkout to Vote. Más de 500 escuelas en todo el país salieron de clase y marcharon a las urnas.

## Honores y premios
- Prudential Spirit of Community Award – Homenaje nacional.[1]
- Diller Tikkun Olam Award[27]
- Three Dot Dash – Global Social Entrepreneurship Incubator – Just Peace Summit[28]
- International Literacy Association – 30 under 30 Award[29]
- AFS-USA Project Change – Vision in Action Award[30]